# Бацашвили, Григорий Михайлович
Григорий Михайлович Бацашвили (1900 год, Сигнахский уезд, Тифлисская губерния, Российская империя — неизвестно, Гурджаанский район, Грузинская ССР) — звеньевой колхоза имени Октябрьской революции Гурджаанского района, Грузинская ССР. Герой Социалистического Труда (1949).

## Биография
Родился в 1900 году в крестьянской семье в одном из сельских населённых пунктов Сигнахского уезда (сегодня — Гурджаанский муниципалитет). После окончания местной начальной сельской школы трудился в личном сельском хозяйстве. В послевоенное время возглавлял виноградарское звено в колхозе имени Октябрьской революции Гурджаанского района.
В 1948 году звено под его руководством собрало в среднем с каждого гектара по 105,1 центнера кукурузы на участке площадью 4,8 гектара. Указом Президиума Верховного Совета СССР от 9 августа 1949 года удостоен звания Героя Социалистического Труда за «получение высоких урожаев винограда в 1948 году» с вручением ордена Ленина и золотой медали «Серп и Молот» (№ 4346).
Проживал в Гурджаанском районе. С 1968 года — персональный пенсионер союзного значения. Дата его смерти не установлена.